# Ankaran
Ankaran (IPA: [aŋkaˈɾáːn], olaszul Ancarano IPA: [ankaˈraːno]) település az azonos nevű község székhelye Szlovénia tengerpartján, az Obalno-kraška statisztikai régióban. A szlovén és olasz határ közelében helyezkedik. A városka természeti szépségéről ismert.

## Történelem
Ankaran térségét a római korban Ancaria-nak nevezték. A korai 12. századból származó Szent Miklós bencés monostor volt Ankaran nevezetessége. 1630-ban pestisjárvány miatt a szerzetesek elhagyják a monostort. 1774-ben a monostort és a hozzá tartozó földet megvette a koperi Madonizza család, és nyári rezidenciává módosították. A Napóleoni háborúk alatt katonakórházként volt használva. Az első világháború után hotel lett belőle, a Szent Miklós tengerparti üdülőhely részeként, melyet 1925-ben nyitottak meg.
1999-ben Ankaran a szlovén haditengerészet kikötője lett.
A város sokáig Koper városi község része volt, mégpedig annak legnagyobb települése Koper után. 2009-ben a lakosság népszavazáson 56%-os többséggel az önálló község létrehozása, azaz a Koper városi községtől való elszakadás mellett döntött. (Egy korábbi népszavazáson ezt 66%-kal elutasították.) A népszavazás után azonban a szlovén parlament 2010-ben elvetette az új község megalapítását. Végük 2011 júniusában a szlovén alkotmánybíróság a településnek adott igazat, és így létrejött az ország 212. községe, egyetlen településsel, magával Ankarannal. A 2014-es soros önkormányzati választásokon ennek megfelelően megválasztották az új község önkormányzatát.